# Thiodina
Genre
Thiodina est un genre d'araignées aranéomorphes de la famille des Salticidae.

## Distribution
Les espèces de ce genre se rencontrent en Amérique.

## Liste des espèces
Selon World Spider Catalog (version 24, 14/03/2023) :
- Thiodina camilae Bustamante & Ruiz, 2020
- Thiodina firme Bustamante & Ruiz, 2017
- Thiodina minuta (Galiano, 1977)
- Thiodina nicoleti Roewer, 1951
- Thiodina perian Bustamante & Ruiz, 2017
- Thiodina tefyta Rubio, Baigorria & Stolar, 2023
- Thiodina tyrioni Bustamante & Ruiz, 2020

## Systématique et taxinomie
Ce genre a été décrit par Simon en 1900 dans les Attidae.

## Publication originale
- Simon, 1900 : « Descriptions d'arachnides nouveaux de la famille des Attidae. » Annales de la Société Entomologique de Belgique, vol. 44, p. 381-407 (texte intégral).